# Sữa

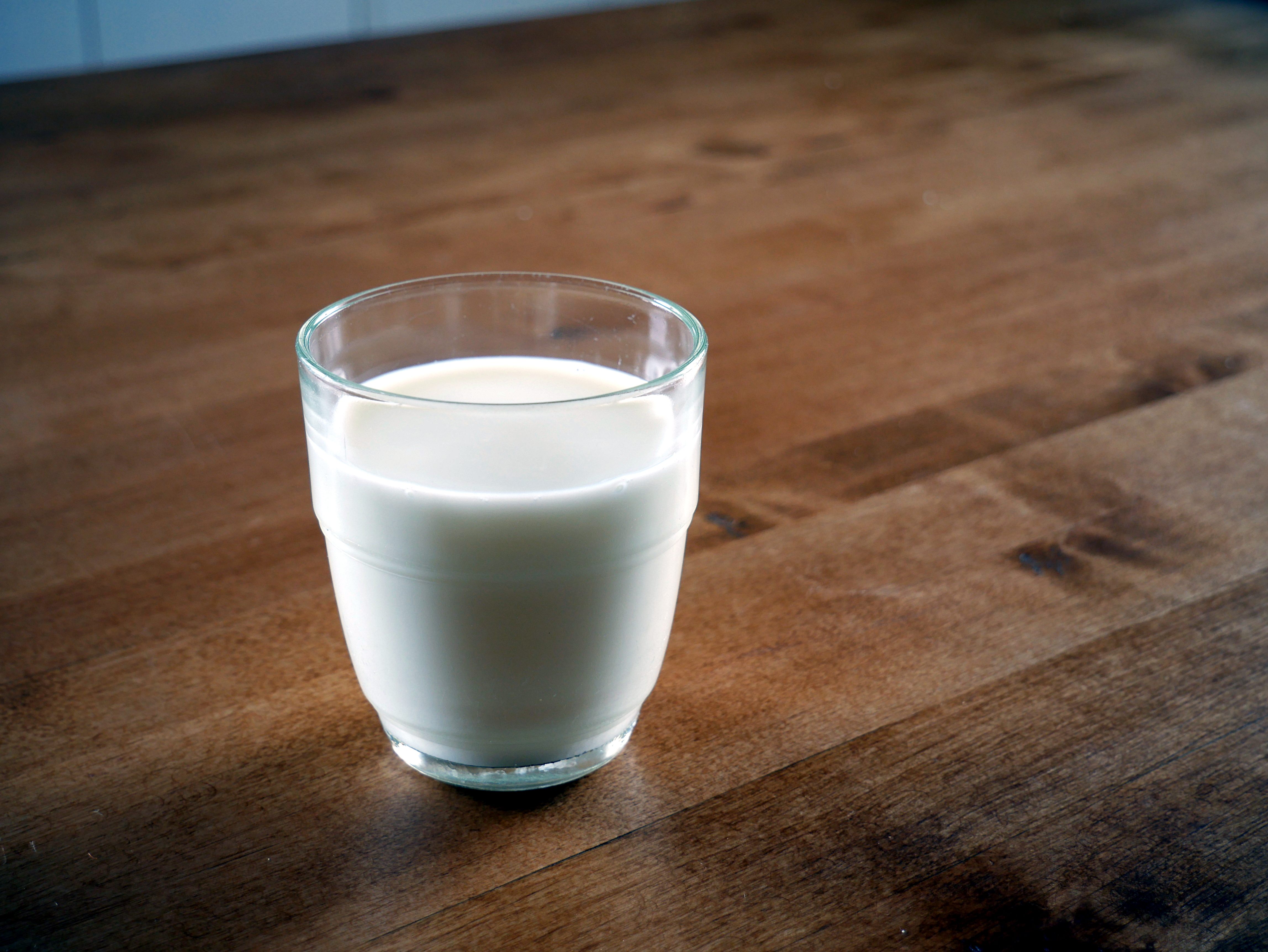
Một ly sữa bò đã được thanh trùng theo phương pháp Pasteur

Sữa là chất lỏng màu trắng được sản xuất bởi tuyến vú của động vật có vú. Đây là nguồn dinh dưỡng chính cho động vật có vú non (bao gồm cả trẻ sơ sinh bú sữa mẹ) trước khi chúng có thể tiêu hóa thức ăn cứng.
Các yếu tố miễn dịch và các thành phần điều chỉnh miễn dịch trong sữa góp phần tăng cường khả năng miễn dịch của sữa. Sữa đầu thời kỳ cho con bú, được gọi là sữa non, chứa các kháng thể giúp tăng cường hệ thống miễn dịch và do đó làm giảm nguy cơ mắc nhiều bệnh. Sữa chứa nhiều chất dinh dưỡng, bao gồm canxi và protein, nhưng cũng có lactose và chất béo bão hòa.
Là một sản phẩm nông nghiệp, sữa bò được thu thập từ các loài động vật nuôi ở trang trại. Năm 2011, các trang trại bò sữa đã sản xuất khoảng 730 triệu tấn (800 triệu tấn Mỹ)  sữa từ 260 triệu con bò sữa.
Ấn Độ là nước sản xuất sữa lớn nhất thế giới và là nước xuất khẩu sữa bột gầy hàng đầu, nhưng lại xuất khẩu ít sản phẩm sữa khác. Do nhu cầu về các sản phẩm từ sữa ở Ấn Độ ngày càng tăng nên cuối cùng nước này có thể trở thành nước nhập khẩu ròng các sản phẩm từ sữa. New Zealand, Đức và Hà Lan là những nước xuất khẩu sản phẩm sữa lớn nhất. Trung tâm Kiểm soát và Phòng ngừa Dịch bệnh Hoa Kỳ khuyến cáo trẻ trên 12 tháng tuổi nên uống hai khẩu phần sản phẩm sữa mỗi ngày.
Hơn sáu tỷ người trên toàn thế giới tiêu thụ sữa và các sản phẩm từ sữa, và từ 750 đến 900 triệu người sống trong các hộ gia đình chăn nuôi bò sữa.

## Lịch sử

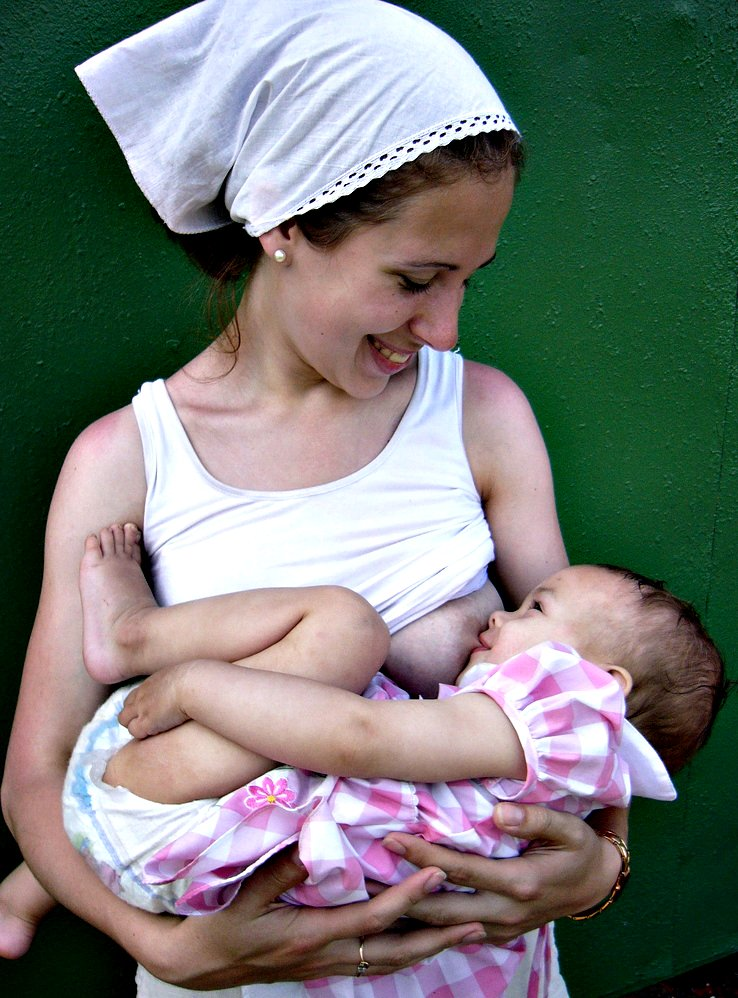
Cho con bú sữa mẹ

Con người bắt đầu sử dụng thường xuyên sữa của các loài động vật có vú trong quá trình thuần hoá chúng, tức từ khi phát minh ra nông nghiệp, hay còn gọi là cuộc cách mạng thời kỳ đồ đá mới. Tiến trình này xảy ra một cách độc lập ở nhiều nơi trên thế giới, trong khoảng 9000 - 7000 năm TCN ở Tây Nam Á cho đến khoảng 3500 - 3000 năm TNC ở châu Mỹ. Những con vật cho sữa nhiều nhất: trâu, bò, cừu và dê được nuôi đầu tiên ở Tây Nam Á, mặc dù bò nhà có nguồn gốc từ các quần thể bò rừng châu Âu.
Việt Nam vốn không có ngành chăn nuôi trâu bò sữa truyền thống nên không có các giống trâu bò sữa chuyên dụng đặc thù nào. Chăn nuôi bò sữa chỉ xuất hiện ở Việt Nam từ những năm đầu của thế kỷ XX.

## Sữa tự nhiên

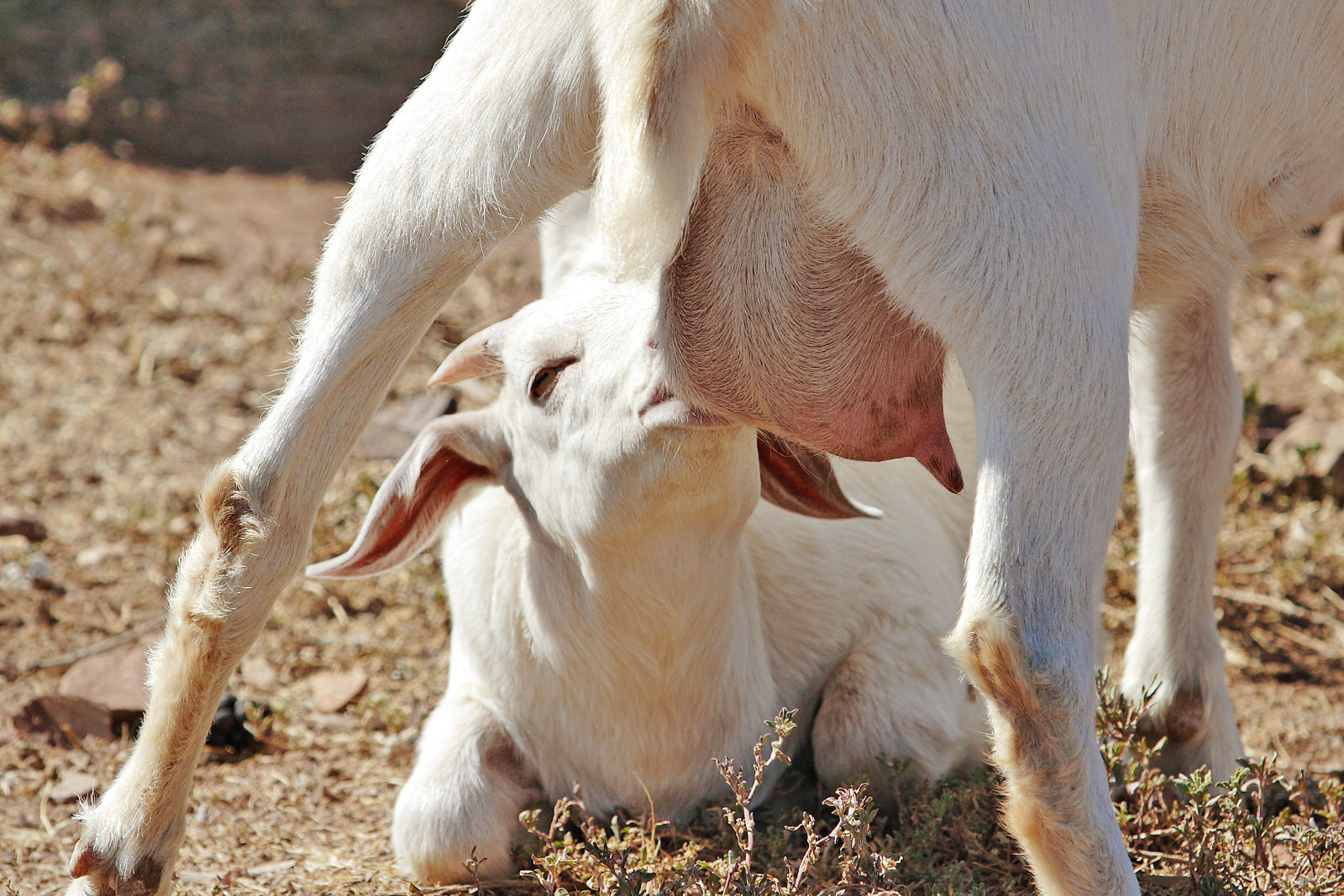
Dê bú sữa mẹ

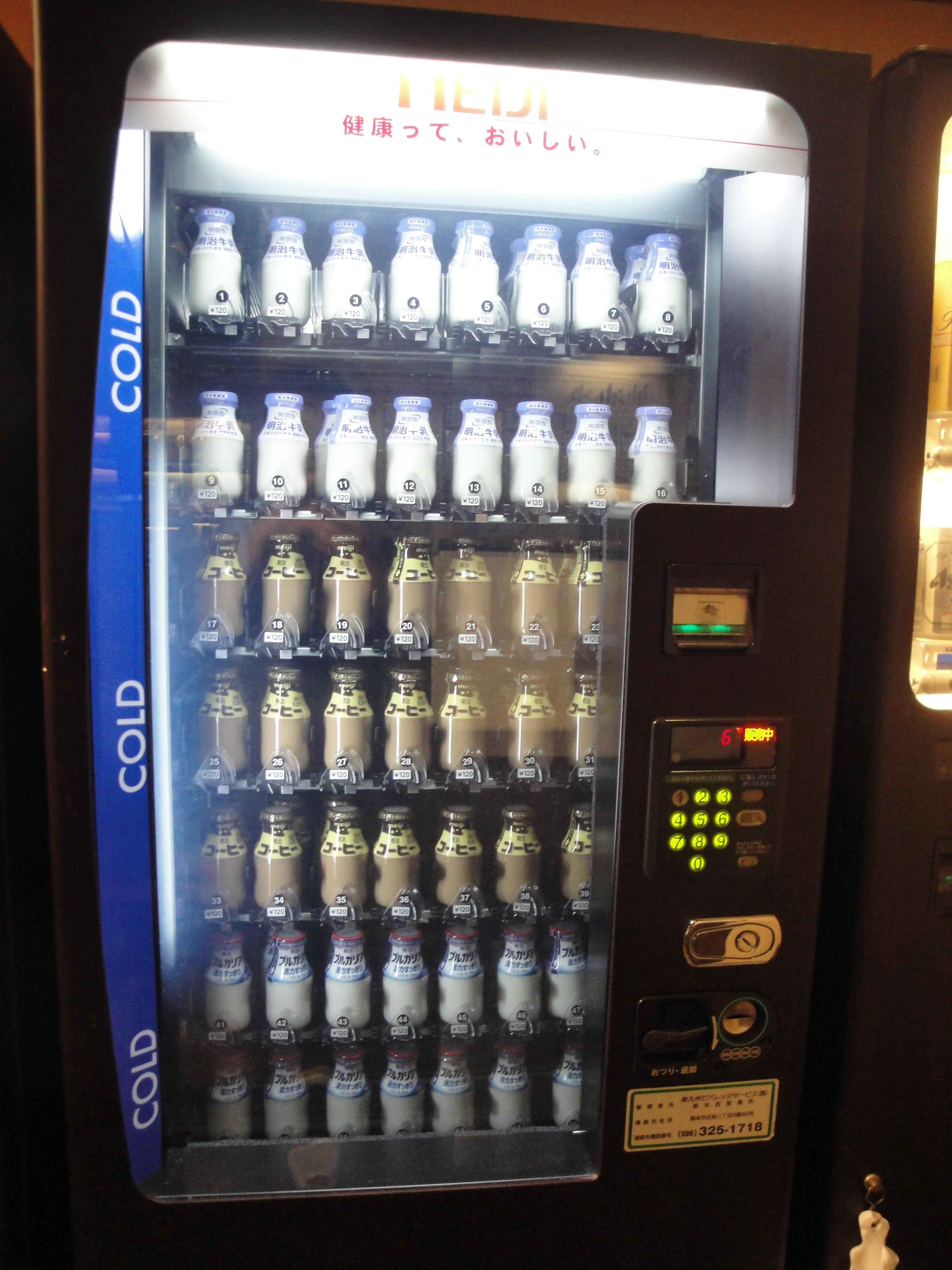
Sữa tươi đóng chai được bán tự động tại Nhật Bản

Sữa tự nhiên hoặc sữa tươi bao gồm sữa mẹ và sữa các loài động vật như sữa bò, sữa dê, sữa trâu, sữa cừu, sữa lạc đà, sữa tuần lộc,... qua việc chăn nuôi gia súc lấy sữa.
Tất cả động vật có vú đều có khả năng sinh ra sữa,  tuy nhiên vì mỗi loài lại có nhu cầu khác nhau và sống trong những môi trường khác nhau, nên sữa của chúng cũng rất khác nhau về hàm lượng của các thành phần trong sữa. Sữa mẹ (người) loãng, ít dinh dưỡng  và chỉ có 4% chất béo, 1,3% protein và 7,2% đường lactose, khoảng 90% còn lại chỉ là nước, hàm lượng này gần như tương đương với sữa ngựa vằn.
Thời gian đầu, khi con người làm quen với sữa, trong sữa có một loại đường gọi là lactose, và cơ thể trẻ sơ sinh tạo ra một loại enzyme đặc biệt gọi là lactase, khiến trẻ hấp thụ được lactose có trong sữa mẹ, đến sau khi trẻ cai sữa, cơ thể không còn tiết ra loại enzyme này nữa. Nhưng qua quá trình tiến hóa, khoảng 5.000 năm trước, ở một số người ở miền nam Châu Âu, khi đã trưởng thành cơ thể vẫn tiếp tục sản xuất ra enzyme lactase (gọi là loại 'lactase vĩnh trú') giúp họ uống sữa mà không bị tác dụng phụ. Nhưng nhiều người Châu Phi, Châu Á và Nam Mỹ  không có enzyme này, nên họ có thể bị đầy hơi, trướng bụng, đau bụng và thậm chí bị tiêu chảy khi uống nhiều sữa.
Sữa tươi từ động vật thường được thanh trùng theo phương pháp Pasteur để kiểm soát vi khuẩn và bảo quản thực phẩm đủ lâu cho đến khi được tiêu thụ.
Sữa tiệt trùng (UHT) được xử lý ở nhiệt độ cao hơn so với sữa thanh trùng và sau đó được làm mát nhanh, giúp tiêu diệt vi khuẩn và cho phép sản phẩm có hạn sử dụng dài hơn. Thêm vào đó, các sữa có ký hiệu UHT thường được đóng gói trong các loại vật liệu như polyethylene, giấy, nhôm lá có một lớp màng polyethylene. Sau khi mở, nếu để tủ lạnh có thể sử dụng được trong ít nhất 10 ngày. Vị của sữa tiệt trùng ngọt hơn và cũng thường ít béo.

## Sữa nhân tạo

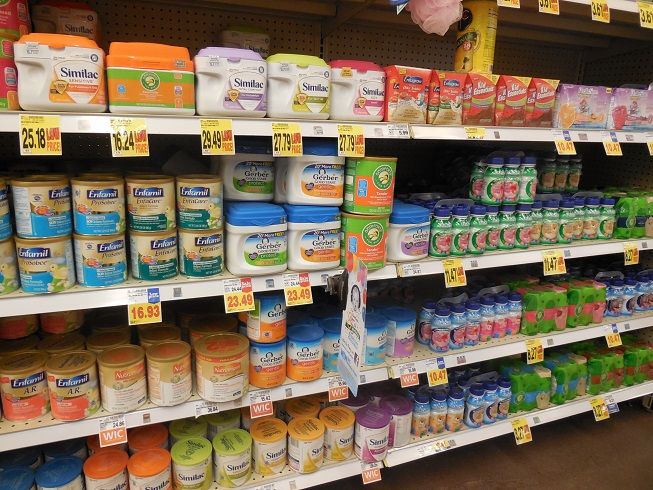
Những hộp sữa công thức (sữa bột trẻ em) trong một siêu thị

Sữa nhân tạo là sữa do con người chế biến lại từ sữa tươi. Có nhiều dạng sữa nhân tạo:
- Sữa đặc không đường (evaporated) là loại sữa được sấy cho đến khi lượng nước trong sữa bay hơi tới 60%.
- Carrageenan/Carrageenin (một dạng gôm thực vật) được thêm vào sữa trước khi nó được xử lý để ổn định các protein casein.
- Sữa đặc có đường là sữa đã loại bỏ 50% nước và cho thêm 1 lượng đường bằng 44% trọng lượng của sản phẩm cuối cùng. Hàm lượng đường cao sẽ giúp ức chế sự phát triển của vi khuẩn trong sữa đặc.
- Sữa bột, sữa công thức là loại sữa tươi đã được tách nước hoàn toàn, để khô sau đó nghiền nhỏ, tán nhỏ thành bột.
- Sữa thực vật là tên gọi chung của những sản phẩm sữa có nguồn gốc 100% từ thực vật. Sữa thực vật chế biến từ các loại hạt như hạt hạnh nhân, các loại đậu...  Sữa đậu nành có nhiều  protein tốt, và nếu được bổ sung calci, thì chất dinh dưỡng của sữa đậu nành có thể sánh ngang tầm với sữa bò. Các loại sữa thực vật khác như sữa hạnh nhân, sữa yến mạch, sữa dừa và sữa gạo không có nhiều chất dinh dưỡng như thế.
Có một số sản phẩm sữa lên men như bơ, phô mai, kem chua (sour cream) và sữa chua là sản phẩm sữa tươi có thêm vào một loại vi khuẩn và được ủ men trong một khoảng thời gian nhất định.
Hiện nay vì nhiều công ty sữa chế tạo sữa có thêm thành phần Melamine là một chất cấm sử dụng trong thực phẩm khiến dư luận hoang mang và vì thế gây cho việc kinh doanh sữa khó khăn.

## Tính phổ biến

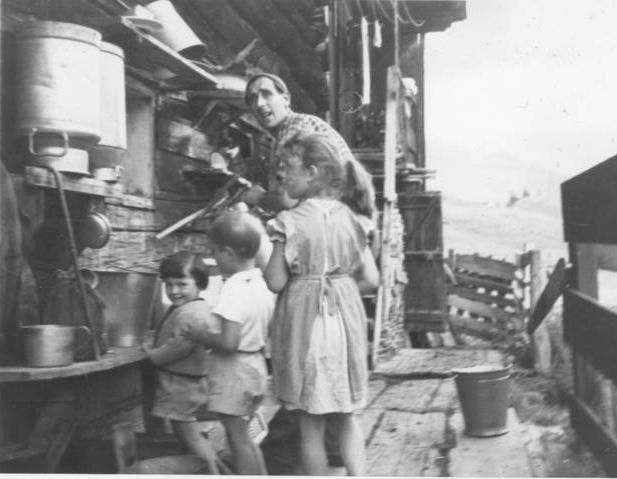
phân phối sữa năm 1959 tại Oberlech, Áo

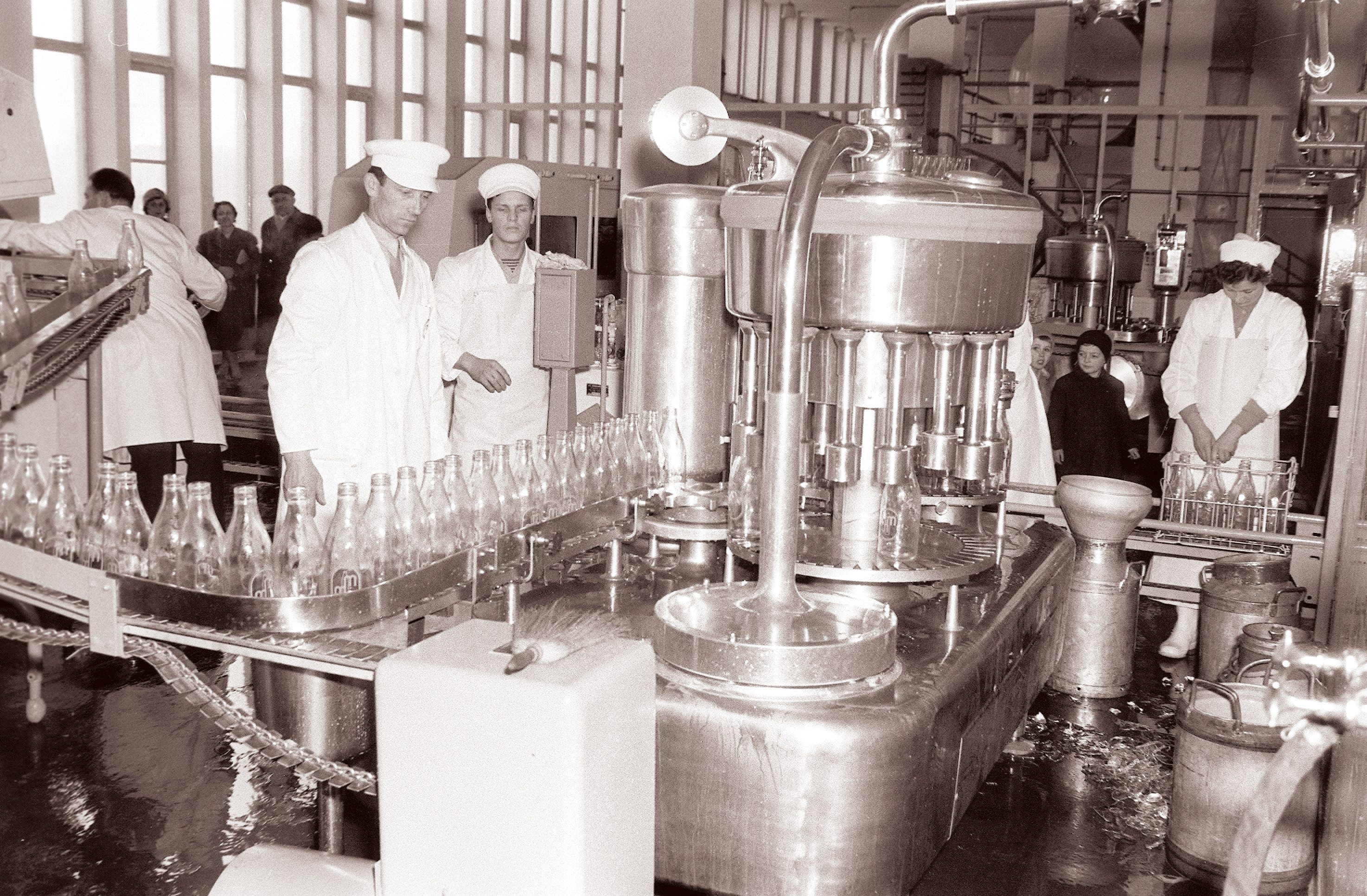
Dây chuyền tiệt trùng và đóng chai sữa tại Slovenia năm 1961

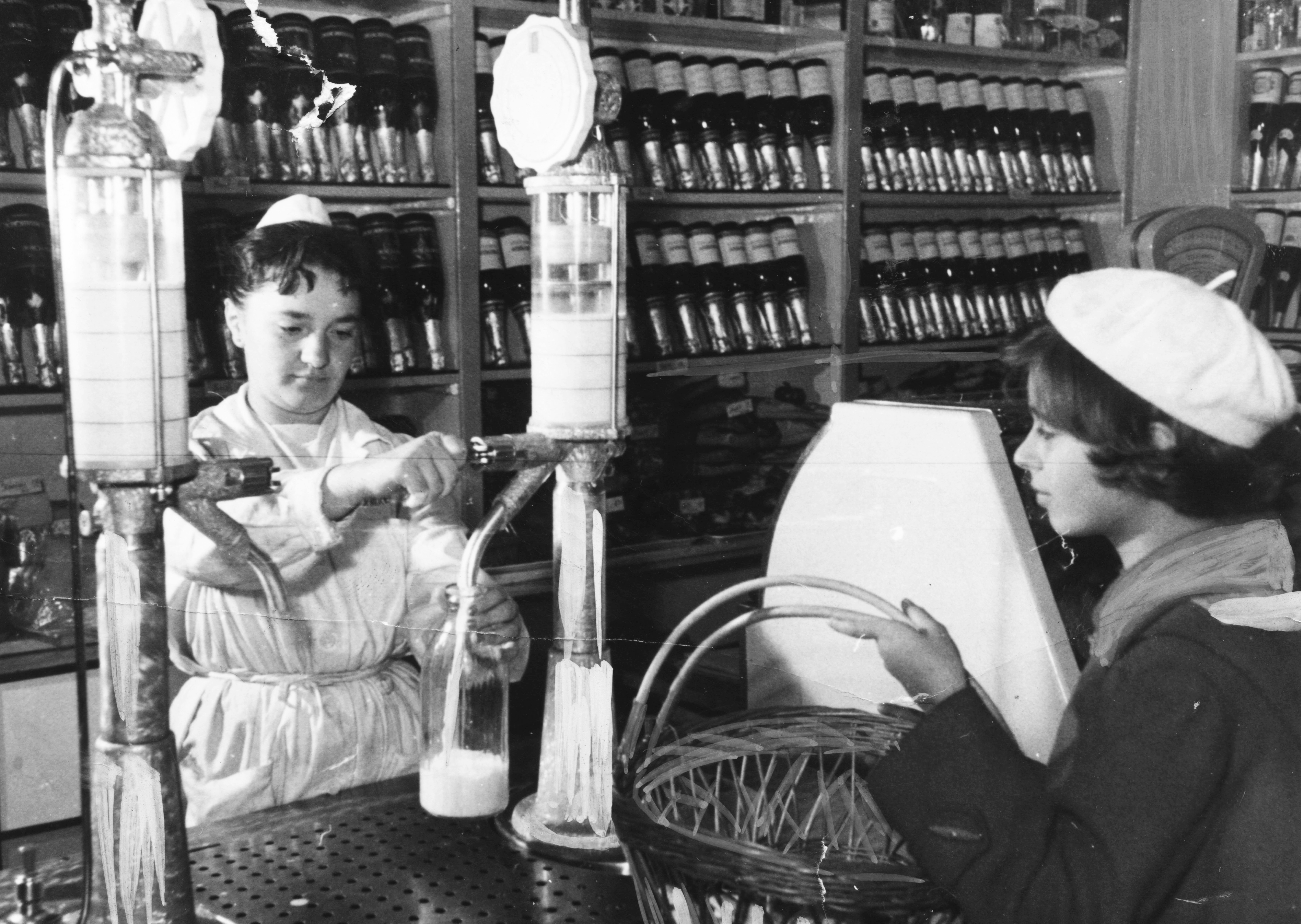
Một cửa hàng bán sữa tươi tại Hungary năm 1960

Sữa là loại thức uống đặc biệt, dạng lỏng, dễ tiêu hóa và dễ hấp thu, cung cấp nhiều chất dinh dưỡng, khoáng chất giúp tăng chiều cao, chắc xương và có mùi vị thơm ngon. Từ lâu sữa được sử dụng rộng rãi khắp nơi trên thế giới.

## Vấn đề gây tranh cãi
Một số nghiên cứu cho thấy việc uống sữa nhiều có thể làm tăng nguy cơ bị một số vấn đề về sức khỏe. Chẳng hạn, dị ứng sữa bò là một phản ứng miễn dịch bất lợi của cơ thể đối với một số protein trong sữa bò. Sữa còn chứa casein, một hợp chất khi phân hủy trong dạ dày người sẽ tạo ra casomorphin, một loại peptide có tính gây nghiện.
Một nghiên cứu đã chứng minh rằng những người tiêu thụ nhiều sữa và sản phẩm sữa có nguy cơ bị bệnh Parkinson cao hơn. Nhiều nguồn nghiên cứu cũng cho rằng có mối tương quan giữa việc hấp thụ nhiều calci (2000 mg mỗi ngày, tương đương với sáu cốc sữa mỗi ngày) và bệnh ung thư tuyến tiền liệt. Một nghiên cứu lớn đặc biệt chỉ ra thủ phạm là sữa ít chất béo. Một báo cáo đánh giá xuất bản bởi Quỹ Nghiên cứu Ung thư Thế giới và Viện Nghiên cứu Ung thư Mỹ liệt kê ít nhất 11 nghiên cứu đã chỉ ra sự liên quan giữa việc tiêu thụ quá nhiều sản phẩm sữa và bệnh ung thư tuyến tiền liệt.
Nhiều nghiên cứu y học cũng cho thấy sự liên quan giữa việc tiêu thụ sữa và sự tăng nặng của một số bệnh như bệnh Crohn, bệnh Hirschsprung, và bệnh Behçet.

## Ngữ nghĩa khác
Từ "sữa" còn là từ để chỉ một số loại thức uống dinh dưỡng có màu trắng đục ví dụ như: sữa đậu nành, sữa đậu xanh, sữa đậu phộng... mặc dù trong nguyên liệu chế biến các loại thức uống này có thể không có sữa trong đó. Ngoài ra, "sữa" còn chỉ các loại chất có màu trắng tương tự như sữa, ví dụ: keo sữa, sữa rửa mặt, sữa dưỡng thể,...